# واشنطن ميستيكس
واشنطن ميستيكس (بالإنجليزية: Washington Mystics)‏ هو فريق كرة سلة أمريكي للمحترفات، تأسس في سنة 1998 يقع مقره في واشنطن العاصمة ويدربه مايك تيبو. يلعب في دوري الاتحاد الوطني لكرة السلة النسائية.

## وصلات خارجية
- الموقع الرسمي